# Papa Marcelin
Marcelin (n.  ?, Roma, Italia – d. 304 d.Hr., Roma, Imperiul Roman) a fost al 29-lea papă al Bisericii Catolice, care îl venerează printre sfinți. Conform Catalogul Liberian|Catalogului Liberian]], Marcelin a fost ales episcop al Romei la 30 iunie 296. Predecesorul său a fost Papa Caius. Nu este menționat în Martyrologium hieronymianum, nici în Depositio episcoporum ca de altfel nici în Depositio martyrum.

## Anii de pontificat
Pontificatul lui Marcelin a început pe când Împăratul Dioclețian domnea deja la Roma dar nu începuse încă să prigonească creștinismul. De fapt, la început Dioclețian i-a lăsat pe creștini în deplină libertate, ceea ce a și făcut ca numărul creștinilor să crească foarte mult. Era însă cineva care voia nimicirea totală a creștinismului: cezarul Galeriu (începuse nu cu mult timp înainte guvernarea numită „tetrarhia”; adică guvernarea celor patru: Dioclețian și Maximian (286-305) ca împărați și Constantius I cu Galerius ca cezari). Cezarul Galerius a împins mișcarea păgânismului la o confruntare decisivă cu creștinismul. La început, în 302, soldații creștini au fost nevoiți să lase armata, mai apoi proprietățile bisericii și a creștinilor au fost confiscate. În cele din urmă ca să-l determine și pe Dioclețian să adopte aceeași conduită de nimicirea a creștinismului și de restaurare a tradițiilor păgâne, Galeriu (prin sichari) a provocat două incendii succesive la palatul lui Dioclețian pentru care i-a acuzat pe creștini. Astfel, în primăvara anului 303 a fost dezlănțuită persecuția generală împotriva creștinilor. Aceasta n-a fost pretutindeni cu aceeași intensitate: mai violentă s-a înregistrat în nordul Africii, unde s-a înregistrat și situația delicată a „lapșilor” (creștini care au jertfit zeilor sau/și care au consemnat cărțile sfinte păgânilor să fie arse); mai mult decât persecuția în sine dificultatea mare va proveni tocmai de aci: împotriva lapșilor și a reprimirii lor în biserică s-a ridicat tendința rigoristă care-l avea în frunte pe episcopul Donatus. Aceștia vor duce disputa până la schismă și la acuze deosebit de grave (apostazie) la adresa episcopului Romei (a lui Marcelin mai întâi, apoi și a celor trei succesori ai săi: Papa Marcel I, Papa Miltiade și Papa Silvestru I).

## Originea unei acuze
Liber Pontificalis, bazându-se pe Actele sfântului Marcelin, (a căror text s-a pierdut) transmit informația că în timpul persecuției lui Dioclețian, Papa Marcelin ar fi fost chemat să aducă un sacrificiu zeilor păgâni. Într-un prim moment a dat curs acestei invitații, dar mai apoi s-a căit îndată și a murit martir împreună cu mulți alți creștini. Probabil aceasta este explicația tăcerii vechilor calendare liturgice în privința acestui papă.

### Problema în Liber Pontificalis
O lectură atentă și critică a istoricilor a pus în lumină următoarele:
- În biografia acestui papă din Liber Pontificalis este – mai întâi – o contradicție evidentă de date: la începutul biografiei Liber Pontificalis afirmă că pontificatul lui Marcelin s-a încheiat pe la jumătatea lui noiembrie 304; la sfârșitul biografiei însă se afirmă că și-a încheiat pontificatul la 26 aprilie 304 (cf. Liber Pontificalis I, pag. 164).
- Afirmă că Marcelin era fiul lui (un oarecare) Proiectus, mort și el martir la 31 martie (dar nu precizează anul și nici perioada persecuției).
- Atât trupul său cât și a celorlalți creștini martirizați odată cu el, din ordinul lui Dioclețian, au rămas neînhumate 26 de zile, după care , într-o noapte, au fost înmormântați chiar de către prezbiterul Marcel (viitorul Papă Marcel I), în cimitirul Priscilla, pe 26 aprilie (deci: martirizat pe 26 aprilie + 26 de zile neînhumat = înmormântat pe 26 aprilie).
- Martirologiul Roman amintește acceași dată a martiriului, doar că o plasează sub Împăratul Maximian.

### Problema în textele patristice
Odată remarcate aceste contradicții istoricii au purces în căutarea altor izvoare; din acestea reiese că:
- Acuzațiile de trădare aduse Bisericii Romei s-au născut și au circulat în nordul Africii (în ambientele donatiste);
- Până în 370 e.c. nu se întâlnesc decât acuzații generice; în 370, Parmenian, episcopul donatist de Cartagina (362-391), în prima sa operă: Adversus ecclesiam traditorum, nu acuză direct pe nici un papă, doar, în general „pe catolici” (cf. Ottato di Milevi, Controa Parmenianum Donatistam 1,6; în coloana Sources Chrétienes, 412, pag. 184).
- Câțiva ani mai târziu, în Epistola ad Tyconium, aduce acuza de „traditores” numai episcopilor Ossio de Cordova și Miltiade (cf. idem).
- În anul 400, Petilian – episcopul donatist de Costantina – în Epistola ad presbyteros et diaconosîl acuză pe Marcelin că a fost primul care a ars cărțile Domnului; afirmație pe care Augustin o va comenta: așadar, înaintea lui Mensurio și Cecilian (primii creștini nord-africani care au comis acest gest) (cf. Augustin de Hippona, Contra litteras Petiliani libri III II, 92, coloanele 203-213).

Actele așa-zisului conciliu din Sinuessa, confecționate la începutul sec. al VI-lea, astăzi nu mai sunt luate în considerație de nici un istoric serios. Confecționarea lor tendențioasă fiind pe deplin demonstrată, iar istoricitatea lor bine precizată: începutul sec. al VI

## În Iconografie
Singura memorie epigrafică a lui Marcelin o constituie o lespede de marmură, descoperită în cimitirul lui Calixt, pe Via Appia (cf. Inscriptiones Christianae urbis Romae, nr. 10183). Istoricii rețin această inscripție deosebit de semnificativă deoarece este prima atestare epigrafică a termenului papa atribuit episcopului Romei.
Alături de mormântul sfântului papă Marcelin (încă din sec. al IV-lea, deci înainte de 400) a fost pictată o scenă de mari dimensiuni, care îi reprezintă pe cei trei tineri evrei în cuptorul cu foc pentru că au refuzat să adoare statuia regelui Nabucodonosor.

## În Martirologiu
Sancti Marcellini, Papae et Martyris, cujus dies natalis octavo Kalendas Novembris recensetur. (– la 26 aprilie, (memoria) sfântului Marcelin, Papă și Martir, a cărui zi de naștere este 8 zile înainte de noiembrie).